# Tony Chapron
Tony Chapron (Flers, 23 april 1972) is een Frans voormalig voetbalscheidsrechter.Hij was in dienst van de FIFA en UEFA van 2007 tot en met 2017. Ook leidde hij wedstrijden in de Ligue 1. In 2009 floot hij op het EK -21 in Zweden. Op 2 november 2010 debuteerde hij in de UEFA Champions League in een wedstrijd tussen Roebin Kazan en Panathinaikos. 
Op 14 januari 2018 werd Chapron tijdens het duel tussen FC Nantes en Paris Saint-Germain omver gelopen door Diego Carlos Santos Silva van Nantes. Als reactie maakte Chapron een schoppende beweging naar het been van Diego Carlos Santos Silva. Vervolgens toonde hij de rode kaart aan deze speler. Een dag later werd Chapron voor dit vergrijp voor onbepaalde tijd geschorst. Chapron zelf gaf aan dat het een verschrikkelijke reflex was geweest. Hij werd op 2 februari voor zes maanden geschorst door de Franse voetbalbond, waarvan drie voorwaardelijk. Chapron tekende beroep aan, maar zag zijn schorsing juist toenemen tot zes maanden. Dat betekende het einde van zijn carrière, want de scheidsrechter zou aan het einde van dit seizoen stoppen.
Zijn collega's in de Franse competitie eerden hem aan het einde van het voor hem turbulent verlopen seizoen 2017/18 en riepen hem uit tot beste arbiter in de Ligue 1. De officiële prijsuitreiking was op 13 mei tijdens het Franse voetbalgala. Volgens de Franse krant Le Parisien zaten de organisatoren van de avond in hun maag met de affaire. Ze zouden de prijs willen schrappen.